# Amt Mühlingen
Das Amt Mühlingen war ein Amt des Fürstentums Anhalt-Zerbst.

## Geschichte
Das Fürstentum Anhalt-Zerbst gliederte sich Mitte des 17. Jahrhunderts in die Ämter Zerbst, Roßlau, Coswig, Lindau, Walternienburg, Dornburg und Mühlingen. Hinzu kamen einige adlige Gerichtsdörfer. Das Amt Mühlingen war eine Exklave und war vom Herzogtum Magdeburg und dem kursächsischen Amt Barby umgeben. Es bestand aus den beiden Dörfern Groß- und Kleinmühlingen.
Nach dem Aussterben der Zerbster Linie 1793 wurde das Fürstentum in der Zerbster Teilung 1797 an die anderen Linien Anhalts verteilt. Das Amt Mühlingen kam an das Fürstentum Anhalt-Bernburg. Aufgrund seiner Lage als Exklave blieb das Amt trotz seiner geringen Größe weiter bestehen und wurde später in das Justizamt Mühlingen umgewandelt.